# Annapurna III

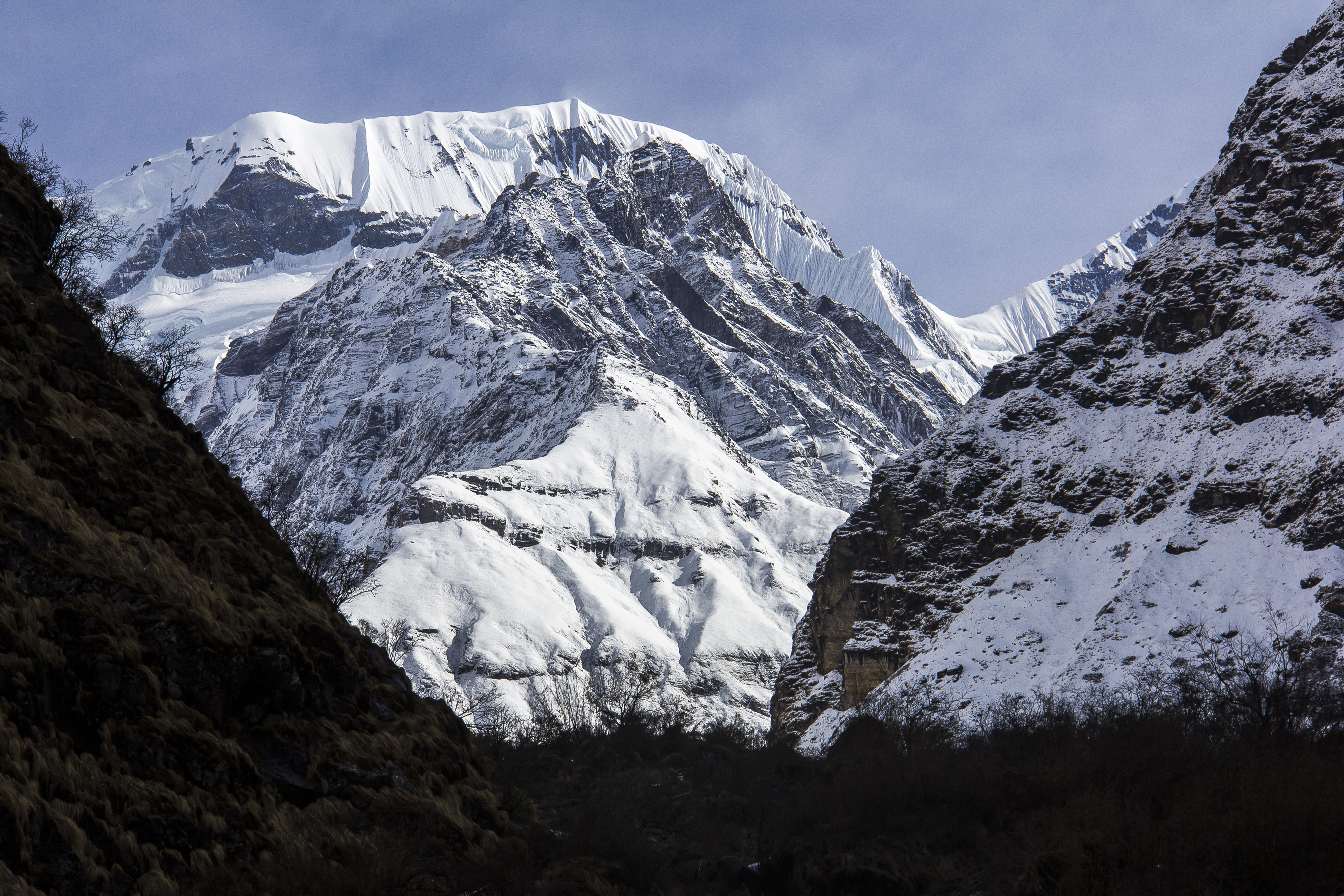

Annapurna III je hora v Nepálu v pohoří Himálaj vysoká 7 555 m n. m. Annapurna III je 42.nejvyšší hora na světě.

## Charakteristika
Annapurna III je třetí nejvyšší hora v masivu Annapurna. Vrchol leží uprostřed masivu - na jeho západní straně je hlavní vrchol Annaprna I (8091 m), v blízkosti severozápadním směrem je Gangapurna (7455 m) a směrem na jih je 6997 m vysoká Mačapučare. Východním směrem pokračují vrcholy Annapurna IV a Annapurna II.

## Prvovýstup
První výstup na vrchol Annapurny III se podařil indické armádní expedici, kterou vedl Capt. Mohan Singh Kohli. Výstup provedli severovýchodní stěnu a 6. května 1961 stanuli na vrcholu Mohan Singh Kohli, Sonam Gyatso a Sonam Girmi.